# Rynek w Kielcach

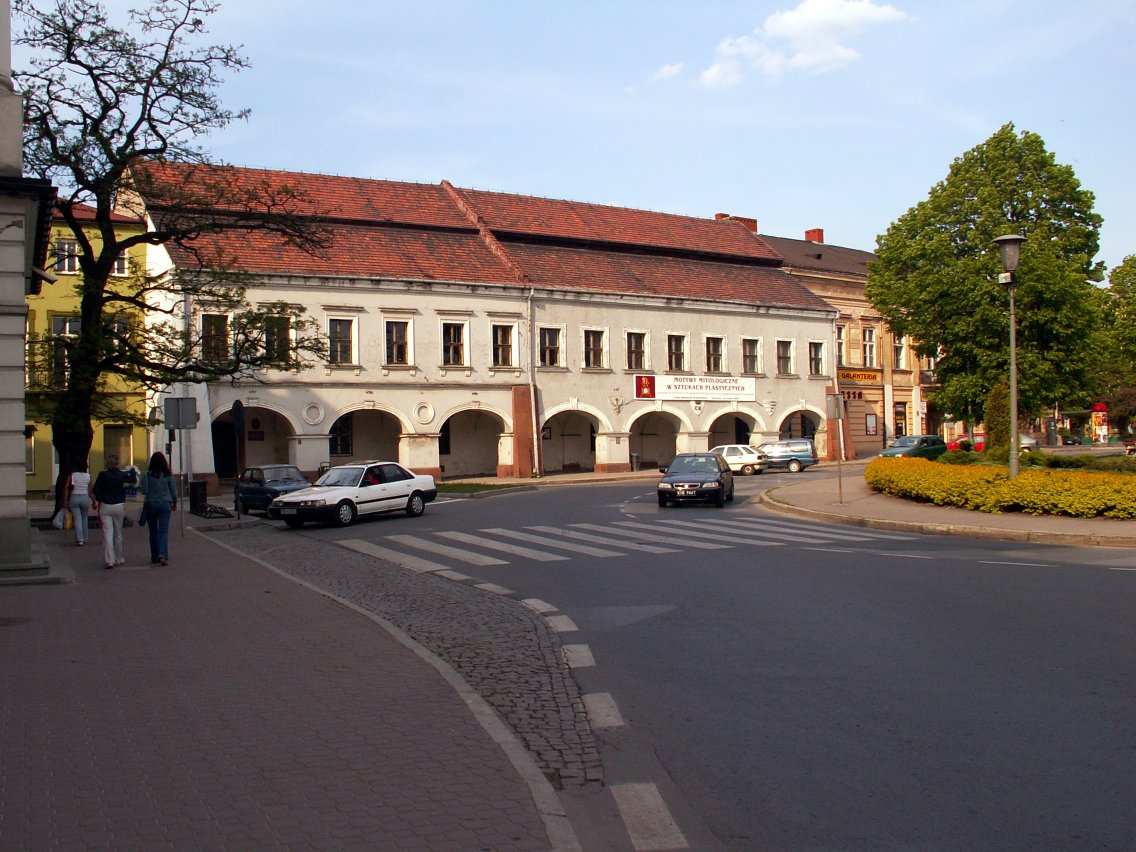
Kamienica Tomkiewiczów (Rynek przed rekonstrukcją)

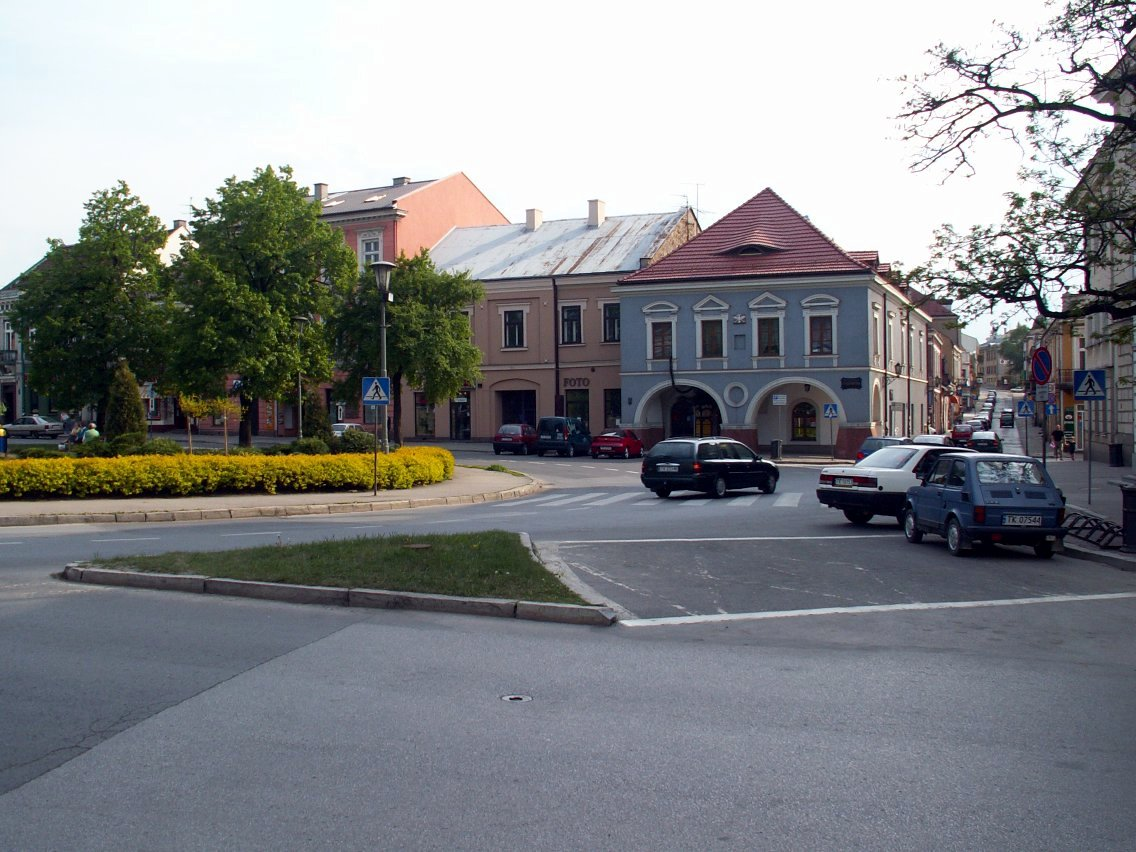
Kamienica Sołtyków (Rynek przed rekonstrukcją)

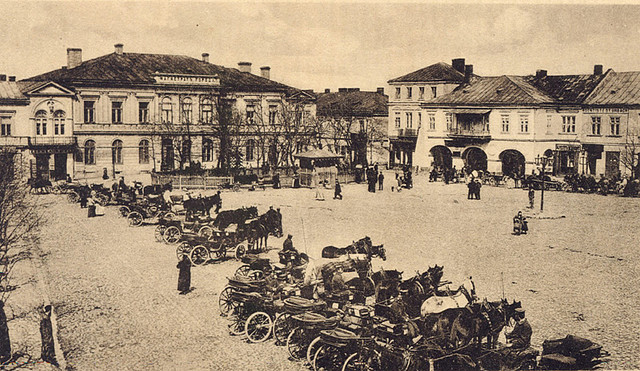
Dawny rynek

Rynek — zwany też „kielecką starówką” znajduje się w ścisłym centrum Kielc, a jego istnienie datuje się od drugiej połowy XII wieku. W połowie XIV wieku, kiedy nastąpiła lokacja Kielc na prawie magdeburskim, ówczesny plac otrzymał nazwę Rynek. W ciągu wieków od powstania rynek służył za miejskie centrum handlowe i miejsce lokalnych targów, które odbywały się tutaj aż do roku 1935.
W czasach PRL Rynek nosił miano Placu Partyzantów.
Przez Rynek przechodzi  czerwony szlak miejski prowadzący przez zabytkowe i ciekawe turystycznie miejsca Kielc.

## Zabudowa Rynku
Znajdująca się tutaj malownicza zabudowa pochodzi głównie z XIX i XX stulecia. Całą zachodnią pierzeję Rynku stanowi ratusz – Urząd Miasta Kielce. Jest to budynek o trzech kondygnacjach i czterospadowym dachu, posiadający arkadowe podcienie skrywające wejście do środka.
Tuż obok ratusza, na rogu z ulicą Małą w południowej pierzei stoi kamienica z 1767 roku, której budowniczym był Maciej Gilba – kucharz biskupa krakowskiego Kajetana Sołtyka. Jest to jednopiętrowy budynek z podpiwniczeniem oraz podcieniami mieszczący obecnie kawiarnię. Na fasadzie budynku umieszczony jest orzeł będący herbem Sołtyków. Na lewo od Sołtyków znajduje się jedna z najbardziej okazałych kieleckich kamienic powstała w XIX wieku charakteryzująca się neobarokowym wystrojem frontowej elewacji i stiukowymi dekoracjami we wnętrzach. Obecnie mieści się w niej siedziba „Gazety Wyborczej”.
Po stronie wschodniej na rogu ul. św. Leonarda stała kamienica zwana Wójtostwem, o której wzmianki pojawiły się już w XVI wieku. W czerwcu 1794 roku przebywał tu przez dwa dni Tadeusz Kościuszko, co upamiętnia znajdująca się obecnie tablica wmurowana w ścianę. 24 maja 1800 roku budynek uległ spaleniu podczas wielkiego pożaru miasta, który pochłonął 276 domów. Budynek odbudowano, a w 1858 roku został on sprzedany Janowi Höningmanowi, który urządził na parterze sklep kolonialny, natomiast z pozostałej części zrobił „Hotel Saski”. Obecnie piętro budynku jest zamieszkane, natomiast na parterze znajdują się lokale usługowe.
W północno-wschodniej części Rynku, na skwerku pomiędzy obecną ul. Warszawską i Bodzentyńską, stoi figura Świętej Tekli z 1765 roku. W północnej pierzei na rogu Rynku i ulicy Warszawskiej mieści się pochodząca z XVIII wieku kamienica Kosterskich. Jest to czworokątny budynek z elewacjami od ulicy Orlej, Warszawskiej i Rynku. Północna fasada posiada klasycyzujący wystrój z boniowaniem. W XIX wieku w budynku znajdował się sklep oraz prawosławna cerkiew. Obecnie parter jest zajmowany od 1954 roku przez najstarsze w Kielcach Delikatesy. Na lewo znajduje się kamienica Tomkiewiczów mieszcząca Muzeum Narodowe w Kielcach oraz dyrekcję Wojewódzkiej Biblioteki Publicznej. Jest to piętrowy, podpiwniczony budynek z II połowy XVIII wieku ze sklepionymi podcieniami od frontu.
Środek Rynku do roku 2008 zajmowała, wybudowana jako zbiornik przeciwpożarowy, fontanna (w której po uzyskaniu kluczy do miasta w trakcie Juwenaliów kąpali się kieleccy żacy). Wokół Rynku, przed przebudową, znajdowało się jedyne w Kielcach rondo z pierwszeństwem dla osób wjeżdżających.
24 czerwca 2011 roku nastąpiło uroczyste otwarcie kieleckiego Rynku po około dwuletniej przebudowie, mającej na celu przywrócenie dawnego charakteru tego miejsca – likwidację fontanny i ruchu kołowego oraz pokrycie płyty kostką.
Na zrewitalizowanej płycie stanął pręgierz oraz zamontowano pompę, a także stojaki na rowery, przygotowano miejsca dla odpoczynku.
W 2023 roku rozpoczęto kolejną przebudowę Rynku, wraz z Placem Świętej Tekli, w ramach zielonej rewitalizacji kieleckiego Śródmieścia, która obejmuje również ulicę Bodzentyńską, skwer im. Ireny Sendlerowej oraz pas zieleni pomiędzy jezdniami alei IX Wieków Kielc. Przebudowa została zakończona pod koniec maja 2024 roku.

## Stary ratusz
Podczas prac archeologicznych, pod rozebraną fontanną, odkryto ruiny starego kamiennego ratusza. Jego budowa prawdopodobnie rozpoczęła się przed 1523 rokiem z inicjatywy biskupa Jana Konarskiego. Sam budynek posiadał dwie kondygnacje oraz wieżę z hełmowym dachem. Parter mieścił sień, strażnicę, oraz pomieszczenie, które w późniejszym okresie wynajmowane było przez jednego z kieleckich mieszczan i mieściło skład sukna. Wieża mieściła więzienie. Piętro posiadało trzy pomieszczenia, w których mieściły się: izba radziecka – miejsce pracy rajców, izba wójtowska przeznaczona dla wójta oraz archiwum. Przy drzwiach oraz w sieni znajdowały się wzorce wag oraz miary: żelazny łokieć. Wzorce te strzeżone były przez urzędnika zwanego ważnikiem, który zajmował się sprawdzaniem i cechowaniem miar, pobierając za swe usługi opłatę. Koło ratusza znajdował się pręgierz, przy którym wykonywano karę chłosty.
Z biegiem czasu ratusz był w coraz gorszym stanie i nic w tej kwestii nie zmieniły nakazy jego remontu umieszczone w ordynacjach z 1749 i 1759 roku. Do budynku ratusza dostawiano drewniane kramy, które często były wykorzystywane w celu załatwiania potrzeb fizjologicznych. Los ratusza został przesądzony 24 maja 1800 kiedy to miasto ogarnął wielki pożar. Ruiny starego ratusza stały jeszcze przez długi czas, a 34 lata później wybudowano obok nowy ratusz, który do dziś pełni swoją funkcję.
Ruiny ratusza zostały ponownie odsłonięte w 1943 roku, kiedy Niemcy rozpoczęli budowę zbiornika przeciwpożarowego, jednakże znalazły się one pod jego murami. Po wojnie zbiornik został przekształcony w fontannę i w takiej formie przetrwał do 2008 roku. Po przebudowie Rynku zaznaczono na jego powierzchni obręb murów starego ratusza.

## Rejestr zabytków
Do rejestru zabytków nieruchomych zostały wpisane obiekty:
- Rynek z wlotami ulic: Piotrkowska, Kozia, Warszawska, Bodzentyńska, Mała, Leśna (nr rej.: A.358 z 14.08.1976),
- dom, Rynek 3 z 1821 r., przebudowany w XX w., kamienica Tomkiewiczów, (nr rej.: A.359 z 23.06.1967),
- dom, Rynek 5 z XVIII w., przebudowany w XIX w., kamienica Kosterskich, (nr rej.: A.360 z 9.04.1972),
- dom, Rynek 10 z I połowy XIX w. (nr rej.: A.361 z 9.04.1972),
- dom, Rynek 11 z I połowy XIX w. (nr rej.: A.362 z 9.04.1972),
- dom, Rynek 12 z XVIII w. (nr rej.: A.363 z 9.04.1972),
- dom, Rynek 14 z przełomu XVIII/XIX w. (nr rej.: A.364 z 6.09.1971, 761 z 5.05.1972),
- dom, Rynek 15 z I ćw. XIX w. (nr rej.: A-6 z 23.08.2004),
- dom, Rynek 16 z I połowy XIX w. (nr rej.: A.365 z 9.04.1972)
- dom, Rynek 18 / ul. Mała 1 z XVIII w., przebudowany w 1960 r., kamienica Sołtyków, (nr rej.: A.366 z 9.04.1972)